# Kylix
Denna artikel är om dryckesbägaren. För Linux-programmet, se Kylix (programspråk).

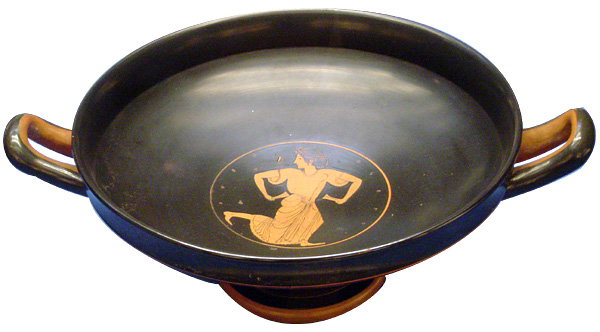
Kylix från cirka 500 f.Kr.

En kylix är en forngrekisk flat dryckesbägare på fot och med två handtag. Ett stort antal sådana kärl, oftast rikt smyckade och mestadels attiska, har bevarats till vår tid; från Argos har man funnit exemplar av något avvikande form.